# 헤리티지스퀘어역
헤리티지스퀘어역 (Heritage Square Station)은 로스앤젤레스 메트로의 L선역 중 하나이다.
캘리포니아주 로스엔젤레스 북동부의 서부 몬테시토 헤이츠(Montecito Heights) 내의 프랑스 애비뉴(French Avenue)와 패서디나 애비뉴(Pasadena Avenue)의 교차로에 위치해 있다.
이 역은 샌라파엘 힐즈와 마운트워싱턴 사이의 아로요 세코 강 하류에 위치해 있다. 아로요 세코 파크웨이(패서디나−110 프리웨이)와 인접해 있다.

## 역명
헤리티지스퀘어역은 건설과 계획 단계에서는 프랑스 애비뉴(French Avenue)의 이름을 따서 "프랑스역"(French station)이라고 이름 붙일 계획이었다. 이 역은 노선이 개통되기 직전에 개명된 3개역 중 하나였다. 이어서 인근 헤리티지스퀘어 박물관 단지와 아로요세코강과 협곡의 이름을 따서 헤리티지스퀘어/아로요로 개칭되었다. 메트로는 이후 더 짧게 헤리티지스퀘어로 개칭했다.

### 역 구조
| 승강장 | 상대식 승강장, 오른쪽 출입문이 열림 | 상대식 승강장, 오른쪽 출입문이 열림                                              |
| 승강장 | L선                                 | ← 링컨/사이프레스역 Lincoln/Cypress Station ← 애틀랜틱행 (종착점행)              |
| 승강장 | L선                                 | → 사우스웨스트뮤지엄역 Southwest Museum Station → APU/시트러스 칼리지행 (기점행) |
| 승강장 | 상대식 승강장, 오른쪽 출입문이 열림 |                                                                                  |

### 열차 운행 정보
이 역에서는 일반 시간에 지하철 운행이 오전 5시부터 시작하여 오전 12시 15분까지 운행한다.

## 연결가능한 대중교통
- 메트로 로컬: 81, 83